# Menasheh Idafar

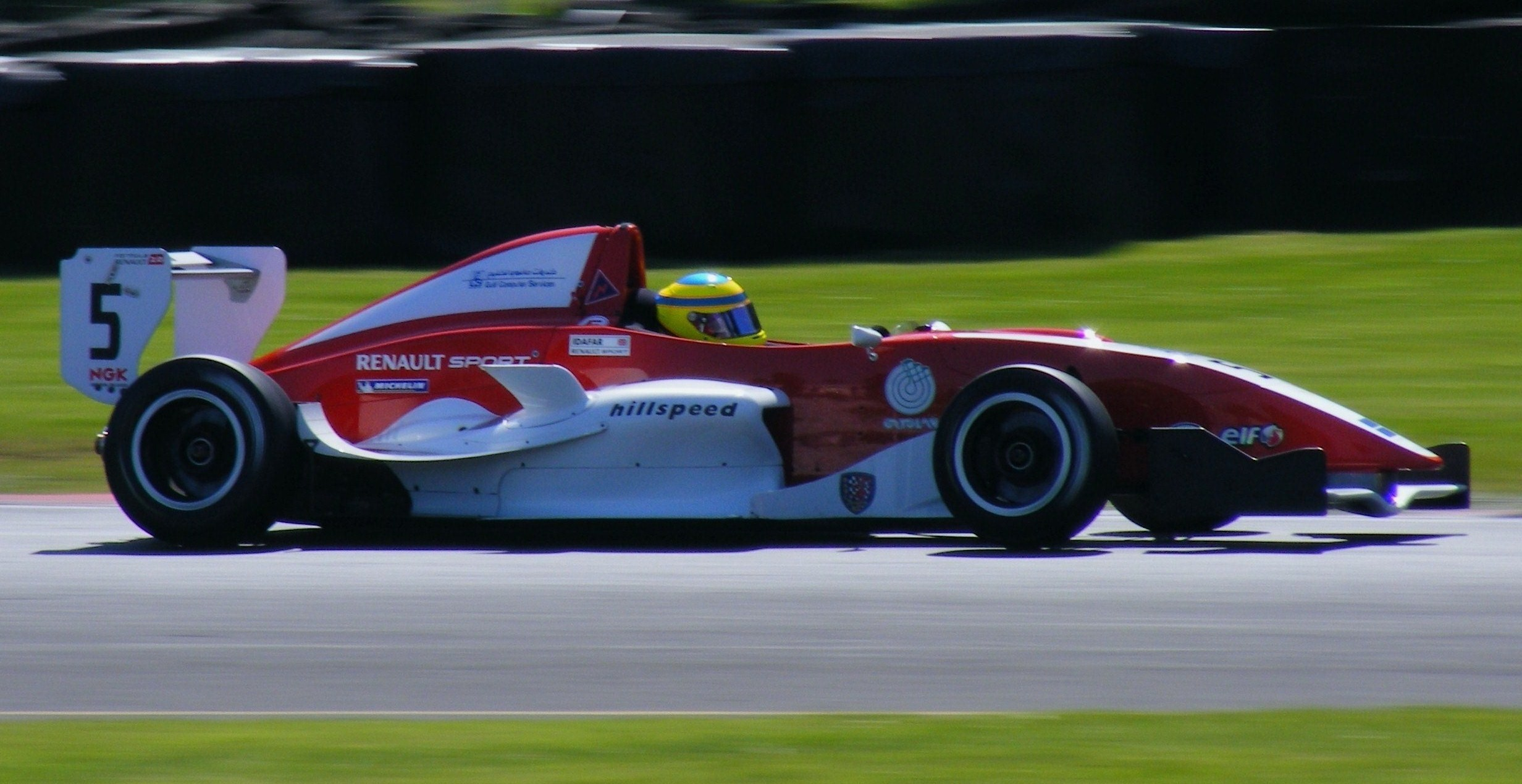
Idafar in Oulton Park 2009

Menasheh Idafar (* 13. März 1991 in London) ist ein ehemaliger britisch-bahrainischer Automobilrennfahrer.

## Karriere
Idafar wuchs in Bahrain auf und begann seine Motorsportkarriere 2005 im Kartsport, in dem er bis 2007 aktiv war. Außerdem gab er bereits 2006 sein Formelsport-Debüt in der Thunder Arabia Middle Eastern Series. Er beendete die Saison auf dem fünften Platz. 2007 kehrte er ins Vereinigte Königreich zurück und trat in der BARC Formel Renault an. Nachdem er in der regulären Meisterschaft ohne Punkte geblieben war, wurde er Fünfter in der Wintermeisterschaft. 2008 verbesserte er sich in der BARC Formel Renault mit fünf Podest-Platzierungen auf den vierten Platz. Anschließend trat er in der Wintermeisterschaft der britischen Formel Renault an und wurde Zwölfter. 2009 wechselte er in die britische Formel Renault und wurde 24. in der Gesamtwertung. In der anschließenden Wintermeisterschaft wurde er Dritter.
2010 trat Idafar für T-Sport in der britischen Formel-3-Meisterschaft an. Dabei gewann er den Titel der nationalen Klasse. Sein bestes Ergebnis war ein dritter Platz beim Saisonfinale. 2011 blieb Idafar bei T-Sport in der britischen Formel-3-Meisterschaft und startete in der internationalen Wertung. Er trat in dieser Saison mit einer bahrainischen Rennlizenz an, zuvor verwendete er eine britische. Mit einem zweiten Platz als bestes Resultat schloss er die Saison auf dem 14. Platz der Fahrerwertung ab.

## Statistik

### Karrierestationen
| - 2005–2007: Kartsport - 2006: Thunder Arabia Middle Eastern Series (Platz 5) - 2007: BARC Formel Renault - 2007: BARC Formel Renault, Wintermeisterschaft (Platz 5) | - 2008: BARC Formel Renault (Platz 4) - 2008: Britische Formel Renault, Wintermeisterschaft (Platz 12) - 2009: Britische Formel Renault (Platz 24) - 2009: Britische Formel Renault, Wintermeisterschaft (Platz 3) | - 2010: Britische Formel 3, nationale Klasse (Meister) - 2011: Britische Formel 3 (Platz 14) |